# فوجارا
فوجارا (به زبان اسلواکی: [ˈfujara]) یک ساز بادی بزرگ از خانواده‌ی فلوت‌های تبری است. این ساز در مرکز اسلواکی به‌عنوان یک فلوت پیچیده و منحصر به فرد از نوع اکتاو بالای چوپان‌ها در محدوده‌ی صدای کنتراباس شکل گرفته است.
طول فوجارا بین 160 تا 200 سانتی‌متر است (160 تا 200 سانتی‌متر) و در کلیدهای A، G یا F تنظیم می‌شود. این ساز دارای سه سوراخ صدایی (که به آن‌ها سوراخ‌های انگشت هم گفته می‌شود) در قسمت پایین بدنه‌ی اصلی خود است. صدا توسط یک ویپل (لبیچه) در بالای بدنه‌ی اصلی فوجارا تولید می‌شود. هوا از طریق یک لوله‌ی کوچکتر موازی که به زبان اسلواکی به آن "vzduchovod" (به معنی "کانال هوا") می‌گویند، به ویپل هدایت می‌شود و این لوله بر روی بدنه‌ی اصلی ساز نصب شده است. اگرچه می‌توان فرکانس پایه را بر روی فوجارا نواخت، ولی تکنیک معمول نواختن این ساز بر اساس بیش‌دمش (overblowing) است. به دلیل نسبت زیاد طول به قطر داخلی اتاق صدای این ساز، نوازنده می‌تواند با استفاده از هم‌صدایی‌ها (overtones)، یک مقیاس دیاتونیک را فقط با استفاده از سه سوراخ صدایی بنوازد. فوجارا معمولاً در حالی نواخته می‌شود که ساز به صورت عمودی نگه داشته شده و معمولاً به ران راست تکیه داده می‌شود.

## تکنیک و نقش

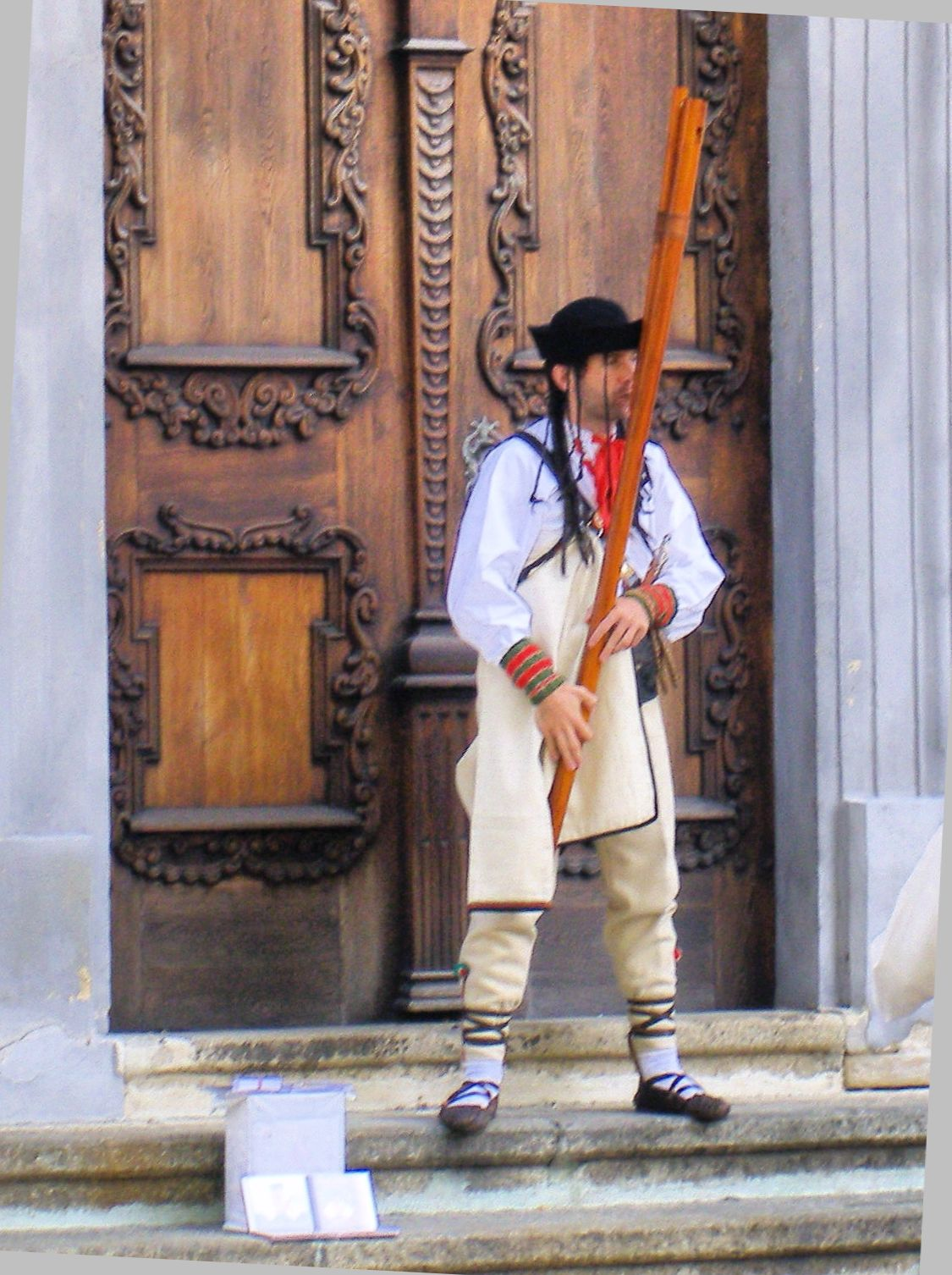
A fujara player.

طراحی غیرمعمول فوجارا صدایی عمیق و مدیتیشن‌گونه تولید می‌کند. تزیینات به‌طور سنتی به ملودی‌های پایه افزوده می‌شوند که معمولاً در مد میکسولیدیان رخ می‌دهند. دو نوع تزیین رایج شامل "پرفوک" (prefuk)، که دمیدن سریع یک نت است (از زبان اسلواکیایی "prefukovať" به معنی "بیش‌دمیدن")، و "روزفوک" (rozfuk)، که یک ریزش کاهشی هم‌صدایی‌ها است (از اسلواکی "rozfúkať" به معنی "پراکنده کردن با دمیدن").
به‌طور سنتی، فوجارا توسط چوپان‌ها برای تفریح نواخته می‌شد. امروزه، فوجارا از دشت‌های چوپان‌ها به صحنه‌ی جشنواره‌های محلی در شهرهای ویخودنا و دتوا در اسلواکی منتقل شده است. این ساز همچنین از اسلواکی فراتر رفته و در سراسر جهان نواخته می‌شود؛ به‌ویژه توسط علاقه‌مندان به فلوت‌های بومی در اروپای غربی و آمریکای شمالی. با این وجود، فوجارا هنوز به محبوبیت یا شناخت زیادی خارج از اسلواکی دست نیافته است. بیشتر مواقع فوجارا به‌عنوان یک ساز تک‌نوازی نواخته می‌شود، ولی گروه‌های دو یا سه نفره فوجارا نیز شناخته شده‌اند، مانند خانواده کوبینتس یا تریوی جاوروا هوژوا.
فوجارا در سال 2005 به فهرست شاهکارهای شفاهی و میراث ناملموس بشریت یونسکو اضافه شد. "فوجارا و موسیقی آن" در سال 2008 به فهرست نماینده میراث فرهنگی ناملموس بشریت یونسکو اضافه شد.